# Balinder Johal
Balinder Johal är en indisk-kanadensisk skådespelare. 
Hon är främst känd för sina roller i Deepa Mehtas filmer, däribland Heaven on Earth, för vilken hon nominerades till en Leo Award för bästa kvinnliga biroll år 2009, och Beeba Boys, som gav henne en nominering till Canadian Screen Awards för bästa kvinnliga biroll vid den fjärde prisutdelningen 2016. 
Ursprungligen kommer Johal från Punjab, och studerade i Indien innan hon flyttade till Kanada för att ta en masterexamen i pedagogik vid University of British Columbia.
Som scenaktris har hon särskilt uppmärksammats för sina insatser i Here and Now, ett forumteaterstycke om gängvåld i Vancouver, samt i Anosh Iranis pjäs My Granny the Goldfish. 
Hon har även medverkat i gästroller i TV-serier som The Chris Isaak Show, Da Vinci's Inquest, 49th &amp; Main, Aliens in America, Psych, Smallville och Sanctuary, samt haft mindre roller i filmerna Freddy Got Fingered, Josie and the Pussycats, No Men Beyond This Point och Donkeyhead.

## Filmografi
| År   | Titel                           | Roll                   | Anmärkningar          |
| ---- | ------------------------------- | ---------------------- | --------------------- |
| 1992 | Northwood                       |                        | Tv-serie              |
| 1995 | Wings of Courage                |                        |                       |
| 1995 | Gunfighter's Moon               | Elana                  |                       |
| 2000 | Becoming Dick                   |                        | Tv-serie              |
| 2001 | Josie and the Pussycats         |                        |                       |
| 2001 | Freddy Got Fingered             |                        |                       |
| 2001 | The Chris Isaak Show            |                        | Tv-serie, ett avsnitt |
| 2004 | Pink Ludoos                     |                        |                       |
| 2004 | Da Vinci's Inquest              |                        | Tv-serie, ett avsnitt |
| 2005 | The Collector                   | Ina                    | Tv-serie, ett avsnitt |
| 2005 | Murder Unveiled                 |                        |                       |
| 2006 | 49th &amp; Main                 | Mrs Grewal             | Tv-serie, ett avsnitt |
| 2006 | Abridge                         |                        |                       |
| 2007 | American Venus                  |                        |                       |
| 2008 | Aliens in America               | Huma                   | Tv-serie, ett avsnitt |
| 2008 | Psych                           | Hadewych               | Tv-serie, ett avsnitt |
| 2008 | Heaven on Earth                 | Maji Dhillon           |                       |
| 2008 | Passengers                      |                        |                       |
| 2008 | Of Gold and God                 |                        |                       |
| 2008 | Sweet Amerika                   |                        |                       |
| 2009 | Smallville                      |                        | Tv-serie, ett avsnitt |
| 2010 | Sanctuary                       | Bibi                   | Tv-serie, tre avsnitt |
| 2012 | Jatt &amp; Juliet               | Kathy                  |                       |
| 2014 | Jatt &amp; Juliet 2             | Pooja's grandmother    |                       |
| 2013 | Best of Luck                    |                        |                       |
| 2014 | Once Upon a Time in Wonderland  | Healer                 | Tv-serie, ett avsnitt |
| 2015 | No Men Beyond This Point        |                        |                       |
| 2016 | Beeba Boys                      | Mrs Johar              |                       |
| 2016 | Book of Love                    |                        |                       |
| 2016 | Killer Punjabi                  |                        |                       |
| 2016 | Travelers                       |                        | Tv-serie              |
| 2017 | Jindua                          |                        |                       |
| 2017 | Prison Break                    |                        | Tv-serie              |
| 2017 | Crash Pad                       | Muumuu                 |                       |
| 2017 | Ghost Wars                      |                        | Tv-serie              |
| 2019 | The 410                         | Nani                   | Tv-serie              |
| 2019 | Fusion Generation               | Pritam Dhaliwal        |                       |
| 2019 | Supergirl                       | Gammal dam             | Tv-serie, ett avsnitt |
| 2019 | Two Sentence Horror Stories     |                        | Tv-serie              |
| 2021 | Honsla Rakh                     | Jamins farmor/mormor   |                       |
| 2021 | Love Hard                       |                        |                       |
| 2021 | Yellowjackets                   | Mrs Singh              | Tv-serie, ett avsnitt |
| 2022 | Donkeyhead                      |                        |                       |
| 2022 | Babe Bhangra Paunde Ne          |                        |                       |
| 2022 | Arranged Marriage[källa behövs] |                        |                       |
| 2024 | A Nice Indian Boy               | Urgammal farmor/mormor |                       |